# アンリ・デジレ・ランドリュー
アンリ・デジレ・ランドリュー（フランス語: Henri Désiré Landru、1869年4月12日 - 1922年2月25日）は、フランスの連続殺人犯、シリアルキラーとされる人物。結婚詐欺の常習犯であり、10人の女性を詐欺にかけて殺害し、金品を巻き上げ、その遺体を焼却したとされる。逮捕後は裁判での行動が話題を呼び、当時のフランスの人々の人気を集めた。フランスで最も有名な殺人鬼ともいわれる。チャールズ・チャップリンによる映画『殺人狂時代』のモデルにもなった。

## 経歴
実直な小市民の家で、工場経営者の父、裁縫の内職をする母のもとに誕生した。両親は敬虔なキリスト教徒であり、ランドリューもまたキリスト教徒の学校で、まじめな学生生活を送った。卒業後、建築事務所に勤務した。
20歳のとき、従姉妹との間に子供ができ、その責任を取るために結婚した。間もなく兵役につき、1894年に退役後には家庭のために建築事務所を構えた。この職場でランドリューらは給料の一部を積み立てていたが、雇主がその積立金を奪ってアメリカへ逃亡した。このことが、ランドリューが犯罪の道に踏み込んだきっかけと見る向きもあり、自分の金を取り戻したいとの思いで詐欺師の道へ進んだとの説もある。しかし、後にランドリューの伝記を著したジャーナリストのデニス・バーンズは、新婚の上に除隊から間もないランドリューにはさほど貯蓄があるわけが無く、雇主がランドリューに金を貸し、ランドリューがそれを踏み倒したと主張している。

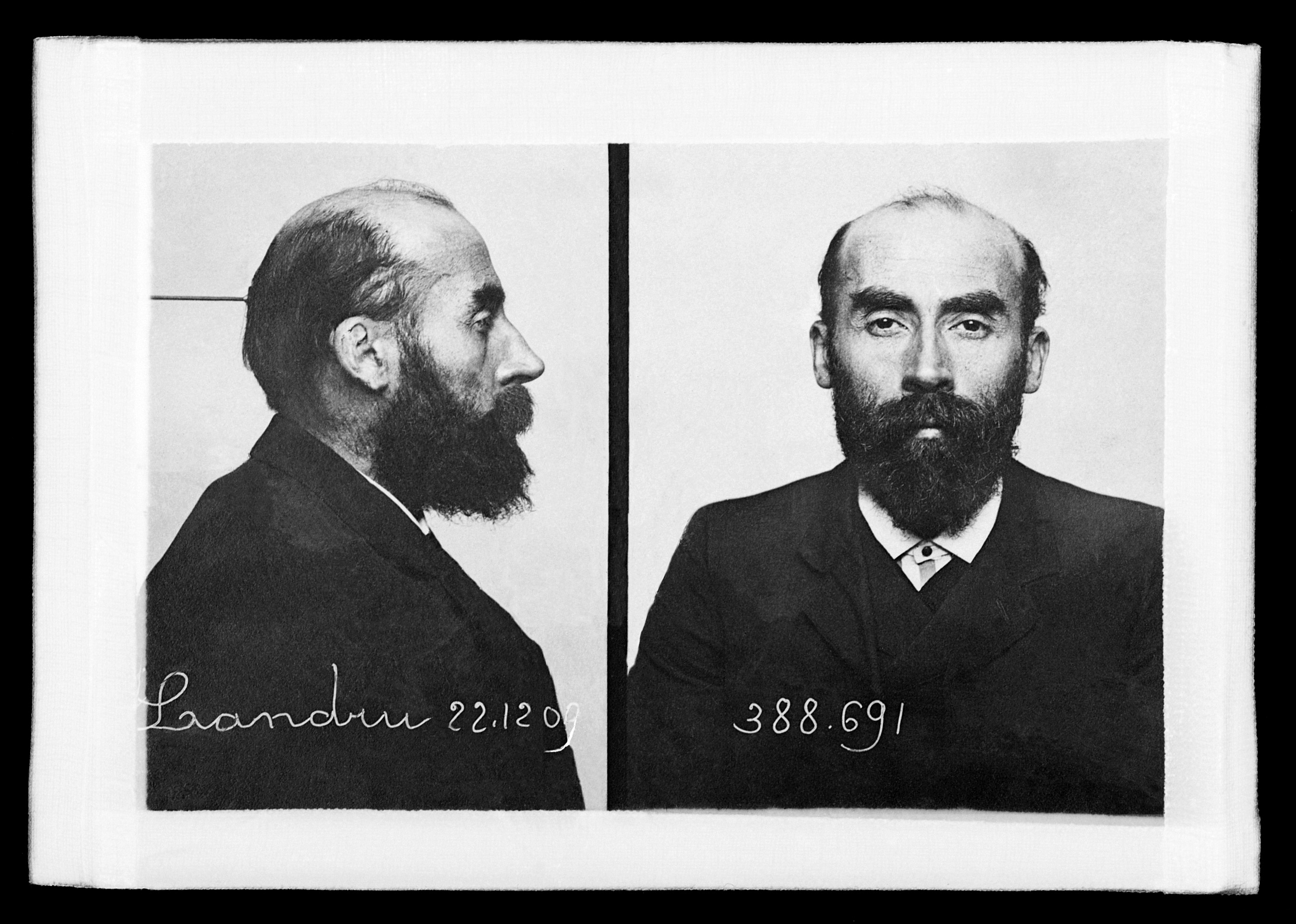
1909年に告発されたときのランドリュー

1902年から1914年にかけてはさらに3人の子供をもうけたが、この間に些細な詐欺事件を何件か起こして、刑務所を出入りした。初の服役は、1904年7月21日に受けた詐欺罪によるものだった。1910年には結婚相手募集の広告を新聞に出し、それに応募した女性から2万フランの金庫を押領し、3年の刑を受けて刑務所に入った。ランドリューはこのときの失敗から「被害者がいなければ罪に問われることが無い」との教訓を学び、被害者を消してしまうことを思いついたとの説もある。第一次世界大戦直前には6回目の有罪判決として、詐欺罪で4年の刑を受けたが、様々な偽名を使い分けることで潜伏を続け、刑務所入りを免れた。
この間、1909年にランドリューが詐欺で最長の刑期を受けている頃に、ランドリューの母が死去した。1912年には父が、森の中で首を吊って自殺した。これは息子の犯罪歴を恥じたものと見られている。

### ヴェルヌイエでの犯行
1914年に第一次世界大戦が勃発すると、夫を失った女性たちの「未亡人、伴侶求む」の広告が新聞に多く掲載された。ランドリューはこれに目をつけて、戦場に出ていない男は女たちにとって特別な意味を持つと考えて、新聞に「当方まじめな男性、35歳から45歳にかけての未亡人、または愛に恵まれていない女性を求む」「二児のいる男やもめ。43歳。安定した収入あり。愛情豊かで誠実。出世途上。結婚を前提に未亡人との交際を希望」などの広告を出した。
たちまちランドリューのもとには、切々と苦境を訴える手紙が山のように届いた。ランドリューは、差出人の女性たちが財産があるか、調査を要するかに重点を置き、それらの手紙を入念に分類した（後述）。
1914年12月、ランドリューはパリ郊外のヴェルヌイエにアパートを借り、まずここが犯行の現場となった。以下に、ランドリューが殺害したと推定されている女性たちを、時系列順に記述する。

#### 第1の犯行
- 時期：1915年4月か5月[15]
- 被害者：ジャンヌ・キュシェ[16][17][* 2]（39歳[18]）

キュシェはパリの婦人肌着専門店に勤める未亡人であり、16歳の息子がいた。1914年、ランドリューはキュシェと知り合い、彼女と交際した。ランドリューはキュシェに対して偽名を名乗り、戦争でリールを追われた郵政監査官と嘯いた。さらにランドリューは、キュシェの息子に安定した官庁勤めを紹介すると約束さえし、キュシェはそれを盲信した。一方でキュシェの姉は、ランドリューを金目当ての詐欺師のように感じとり、キュシェに忠告したものの、キュシェはその忠告を無視した。
しかしキュシェ自身も次第に、ランドリューが自分と愛人関係として過ごし、なかなか結婚に踏み切らないことに痺れを切らして、彼と喧嘩をしてしまった。キュシェは後に、復縁のためにランドリューの家に向かい、自分の家族に同行を頼んだ。ランドリューは不在だったが、同行したキュシェの義兄は、ランドリューの部屋で大量の女性の手紙を発見した。義兄はこのことでランドリューを詐欺師と疑い、キュシェに別れるよう警告した。家族らが、ランドリューの名の詐称、結婚歴、前科を見抜いても、キュシェはランドリューに執着し続けた。それどころか逆に家族の縁を切って、ヴェルヌイエの彼がアパートへとついて行った。
1914年6月、ランドリューは銀行に5千フランを預金した。金の出所を聞かれたランドリューは、父からの相続金と言っていた。同1914年12月、キュシェ母子はヴェルヌイエのランドリューのもとへ移り住んだ。その翌年、キュシェ母子は1915年1月15日の目撃を最後に、消息を絶った。
ランドリュー家の隣人は、彼の家の煙突から激しく立ち昇る煙を目にした。その煙は肉を焼くような強い匂いがしたともいい、苦情に応じて警察がランドリューのもとを訪れると、彼は「ガラクタを燃やしていただけ」と弁明した。ランドリューがキュシェ母子の遺体を焼却したことは確実と見られている。

#### 第2の犯行
- 時期：1915年6月25日[15]
- 被害者：テレーズ・ラボルドゥ・リンヌ[19][* 4]（46歳[16]）

その後のランドリューはヴェルヌイエで別の家を借り、そこで被害者となった女性がリンヌである。リンヌはアルゼンチン生まれで、ホテル経営者であり、彼女もまた未亡人であった。息子と義理の娘が別の家族に移り、孤独感を味わっている最中であった。1915年6月、リンヌはランドリューと知り合った。そして6月21日、「未来の夫の家に引っ越す」と言って、家具を売り払った。
同6月、ヴェルヌイエの家でリンヌが花を積んでいる姿が目撃されているが、6月26日以降は彼女は消息を絶った。ランドリューはリンヌの証券や家具の一部を処分し、残りは家の車庫に納めた。

#### 第3の犯行
- 時期：1915年8月3日[15]
- 被害者：マリー・ギラン[18]（51歳[18]）

パリのクロザトティエに住むギランは、終身年金証書を売って2万2千フランの現金を手にした後、求人広告を見てランドリューを知った。ギランは1915年5月1日にランドリューに手紙を出し、ヴェルヌイエのランドリューの家を訪ねた。パリへ帰って来たギランは、幸福に顔を輝かす様子であった。
8月2日、ギランは自宅のアパートから、ランドリューの家に移り住んだ。その2日後、ギランは消息を絶った。数日後、ランドリューはギランの証券を売り、さらにギランの義兄と偽って、フランス銀行のギランの口座から1万2千フランを引き出した。その際に「ギランが体が麻痺して動けず、自分が委任を受けた」と説明していた。
この8月から、近くの鉄道の駅にトランクが置き去りにされていた。翌年2月頃に駅員が、そのトランクからの不快な臭いに気づき、中からは切り刻まれた中年女性の遺体が発見された。遺体の劣化がひどく、誰の物かの特定には至らなかった。
ヴェルヌイエでの被害者とされる人々
- ジャンヌ・キュシェ
- キュシェの息子
- テレーズ・ラボルドゥ・リンヌ
- マリー・ギラン

### ガンベでの犯行

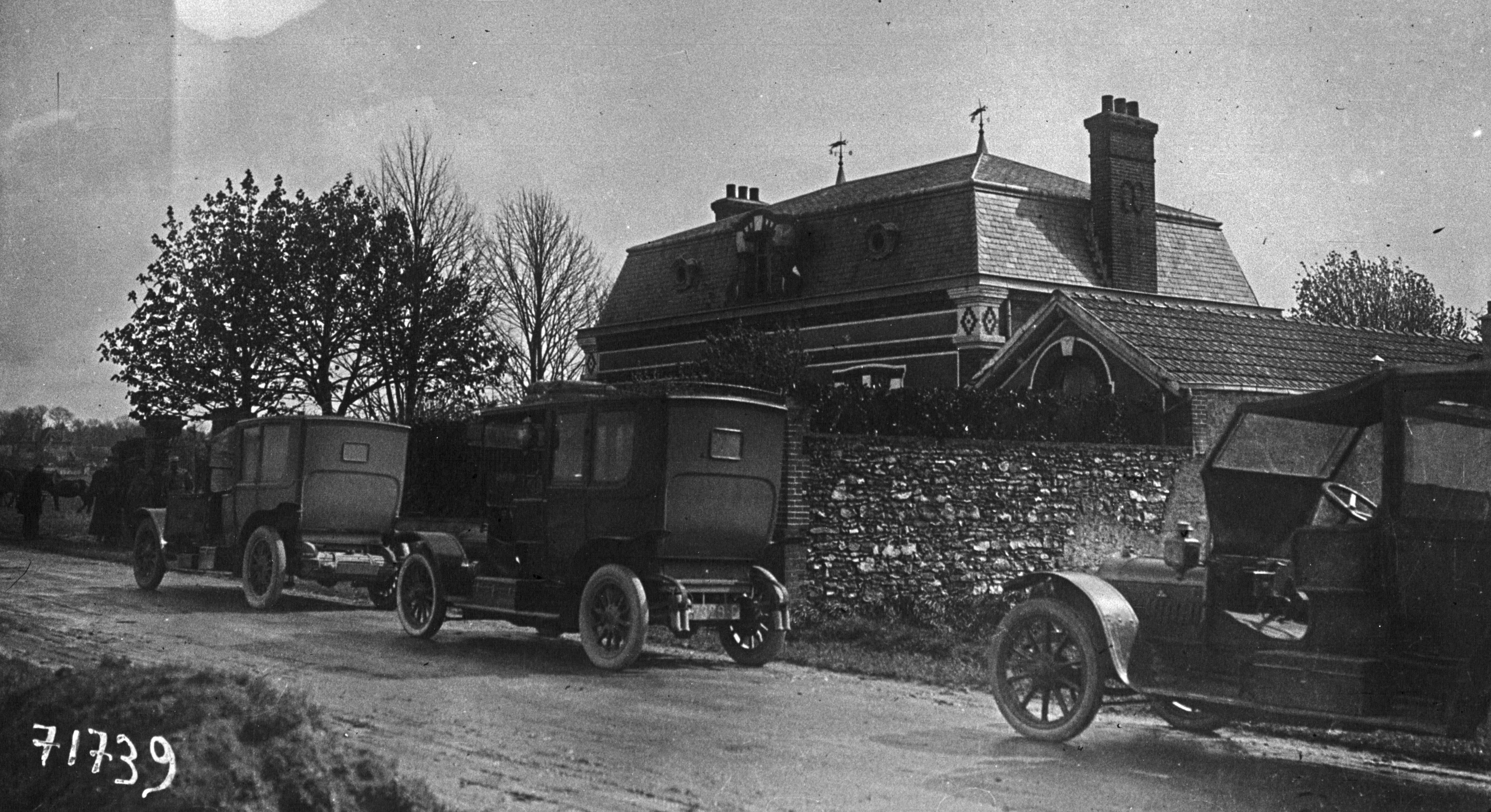
エルミタージュ荘

ヴェルヌイエのアパートでは、近隣の住民がランドリューの行動を不審に感じ始めていた。ランドリューは、ここでは秘密を守りきれるとはいえないと考えて、1915年12月、パリ南方のガンベに、エルミタージュ荘（『隠者の庵』の意）と呼ばれる家を借りた。この家は、他の家から300メートルも離れた場所にあった。

#### 第4の犯行
- 時期：1916年12月または1917年1月[15]
- 被害者：エオン夫人[15]（54歳[* 5]）

エオンはエルヌの郊外に住む未亡人であった。息子と娘が1人ずついたが、その息子を戦争で失い、その直後に娘とも死別していた。ランドリューから結婚を申し込まれたときには大喜びし、家財を売り払うよう勧められても、何の疑いも持たなかった。エオンが家財を売った時期は、ランドリューがギランを始末したと見られる時期の直後であった。
12月8日、ランドリューとエオンは往復切符と片道切符を1枚ずつ買い、それきりエオンは消息を絶った。エオンの友人にはランドリューの書による葉書が届き、エオンが手紙を書けないためにランドリューが代筆したとあった。

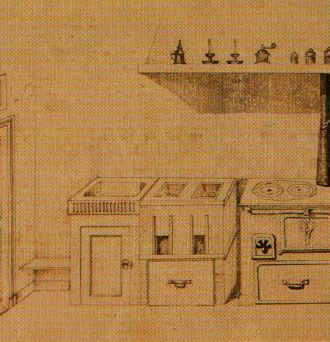
ランドリューが被害者たちを焼却したとされるオーブン。ランドリュー自身による画。

ランドリューはエルミタージュ荘を借りた後、最初にオーブンと大量の石炭を買い込んでいた。エオンはこのオーブンで焼却されたと見られている。

#### 第5の犯行
- 時期：1916年12月27日[15]
- 被害者：アンナ・コロン[22][* 7]（45歳[* 8]）

コロンも未亡人で、タイピストとして働いており、1万フランの貯金があった。同棲相手の男性がいたが、何らかの結婚できない理由があったと見られている。
1915年5月1日、コロンはランドリューの求人広告を目にし、それに応じた。自身の年齢は29歳と偽っていた。奇しくもこの日は、第3の犠牲者であるギランがランドリューの広告に応じた日でもあった。コロンはランドリューから返信を受け取り、彼に夢中になった。しかしランドリューは先にギランやエオンの相手をしなければならなかったため、コロンに応じるには時間を要した。
翌1916年、ランドリューはコロンと出会った。コロンはランドリューに出会うとすぐに、先述の同棲相手の男性よりも、ランドリューの方が好ましいと判断した。コロンはランドリューに、家族に会ってほしいと頼み、ランドリューは仕方なく応じた。コロンの両親はランドリューに会った際、彼に悪い印象を受けた。コロンの姉も、一目見るなりランドリューのことを嫌いになった。しかし家族たちは、コロンを思い留まらせることはできなかった。
12月14日、コロンの妹がガンベに行き、ランドリューとコロンを訪ねた。その後の12月27日、コロンは消息を絶った。

#### 第6の犯行
- 時期：1917年4月12日[15]
- 被害者：アンドレ・バブレ[7][16][* 9]（19歳[24]）

これまでの犠牲者は、皆が裕福な未亡人であった。しかしバブレは、美人ではあったものの、20歳にも満たず、貧乏な女中であった。1917年1月、バブレは母と喧嘩して家を飛び出し、金も行くあても無く、地下鉄のホームで泣いていた。ランドリューがそれを目にし、事情を尋ねた。ランドリューは彼女のそれまでの経緯を知り、自分の家に誘った。
1917年3月11日、バブレは母のもとに行き、結婚すると告げた。3月29日、バブレはランドリューに連れられ、共にガンベに向かった。このときランドリューは往復分だったが、バブレは片道分だった。4月12日に、バブレは消息を絶った。
後の逮捕後、検察側では、「バブレはこの別荘で見てはならないものを見たために始末された」と判断された。また、ランドリューはバブレの若さに惹かれたものの、厄介になったために始末したとの見方もある。

#### 第7の犯行
- 時期：1917年9月1日[15]
- 被害者：セレスティン・ブイソン[22][* 10]（44歳[22]）

その後、ランドリューの犯行は再び未亡人が相手となった。ブイソンは金に細かいことで知られる未亡人で、3年前にホテル経営者である夫と死別し、約1万フランの遺産の貯蓄があった。1915年5月1日、ランドリューが偽名で出した結婚広告を目にし、彼と文通を始めた。将来を悲観するブイソンに対し、ランドリューは同情的な返事を書き、ブイソンは次第に彼に惹かれていった。
しかし半年後、ランドリューは音信不通となった。ランドリューは他の犯行を片づけた後、1917年7月にブイソンのもとに現れた。音信不通だった理由は、商用でアフリカに行っていたためと偽った。同年にブイソンの姉が死去し、ランドリューがその葬儀の世話をしたことで、2人は親密な仲となった。同1917年、ランドリューはブイソンに求婚した。ブイソンの家族はランドリューに会った際に、ランドリューは家族からの問いに対してあやふやに答えていたため、家族らはランドリューに対して疑いを持ったが、家族らはブイソンの想いを止めることはできなかった。
ブイソンは私生児の息子がいたが、その子を妹のラコストに預けて、ランドリューと共にパリに出た。8月19日、ランドリューは前回同様にガンベ行きの往復切符と片道切符を買った。9月1日、ブイソンは消息を絶った。殺害時期と見られる9月1日には、ランドリューの預金が千フラン増えていた。
9月下旬、ランドリューはブイソンのいたアパートを訪れ、守衛に「部屋の家具類の処分を、この手紙を持つ人物に委託する」との、ブイソンの署名入りの手紙を示した。守衛は難色を示したが、ランドリューは乱暴な態度で「ブイソンは南部で駐留アメリカ軍の食堂を経営している」と言い放ち、家具類を持ち出して現金に換えた。

#### 第8の犯行
- 時期：1917年11月26日[15]
- 被害者：ルイーズ・ジョム[19][* 12]（35歳[19]）

ジョムは性格の悪い夫と離婚した直後であった。1917年夏に、結婚仲介業者からランドリューを紹介された。敬虔なカトリック教徒であったため、ランドリューからの誘惑を何度も断った。しかし結局は求婚に応じ、同1917年11月15日、やはり片道切符でガンベに連れて行かれた。11月24日、ジョムは消息を絶った。
ランドリューはジョムが所有していた275フランを手にし、さらに11月30日、銀行のジョムの口座から1400フランを引き出した。

#### 第9の犯行
- 時期：1918年4月5日[15]
- 被害者：アンナ・マリー・パスカル[19][* 13]（36歳）

パスカルも離婚歴を持つ未亡人であった。美しく浮気性の女性で、洋裁師として勤める一方で売春もしていた。第6の被害者であるバブレ同様に裕福ではなく、ランドリューは単にパスカルの魅力に惹かれただけと見られている。
1916年10月、パスカルはランドリューと知り合い、彼の愛人となった。1918年4月5日、パスカルもまた片道切符でガンベに連れて行かれ、消息を絶った。その後、ランドリューと彼の息子が、パスカルの家具を売り払った。
本記事に挙げる10人の被害者の内、パスカルだけはランドリューに不審の念を抱いていた。パスカルはガンベに行く数日前、叔母宛ての手紙で「彼が何者なのかわかりませんが、怖い気がします。あの目で見つめられるとぞっとします。どこか悪魔みたいな感じです」と述べていた。

#### 第10の犯行
- 時期：1919年1月13日[15]
- 被害者：マリア・テレーズ・マルシャディエ[15][* 15]（36歳[19]）

マルシャディエは小さな下宿屋を営む女性であった。1918年、マルシャディエは金が必要になり、名前を偽ってランドリューに手紙を出し、下宿屋を売ることを持ちかけた。このときはランドリューも金が無く、妻に頼んで金を用立てた。ランドリューはマルシャディエに求婚し、マルシャディエは「田舎で暮らすことだけが望み」と返答した。
1月9日、マルシャディエはランドリューにガンベに連れて行かれた。マルシャディエは気丈な性格であったが、ランドリューに説得され、彼との同棲と家財の売却を承知して、パリに戻ってから家具を2千フランで売り払った。
1月13日、マルシャディエはランドリューに連れられてガンベに向かった。このとき、ランドリューは2袋の石炭を持っていたとの証言がある。同1月13日、マルシャディエは消息を絶った。1月16日、エルミタージュ荘から煙が立ち上った。その匂いは、近隣の住民が吐き気を催すほどであった。
ガンベでの被害者とされる人々
- エオン夫人
- アンナ・コロン
- アンドレ・バブレ
- セレスティン・ブイソン
- ルイーズ・ジョム
- アンナ・マリー・パスカル
- マリア・テレーズ・マルシャディエ

### 逮捕
その後、第5の被害者であるコロンの家族が、ガンベの村長にコロンの捜索を依頼した。村長は参考までにと、エルミタージュ荘から消えた第7の被害者、ブイソンのことを話した。
ブイソンの妹ラコストは、ブイソンの子を預かっていたものの、その子が死んでしまった。ラコストは姉宛ての手紙をエルミタージュ荘に送ったが、返事は無かった。ラコストが村長に問合せたところ、コロンの家族から同様の問合せがあったとのことだった。ランドリューはエルミタージュ荘を偽名で借りていたものの、荘の近隣の住民はランドリューの容姿を説明し、いつも違う女性を連れ込んでいると証言した。ラコストが彼らの勧めを受けたことで、コロンとブイソンの双方の家族が意見を交換するようになり、互いの知るランドリューの容姿や特徴が一致し、ランドリュー逮捕の間接的な原因となった。
コロンの家族からの届け出を受け、警察が捜査に乗り出した。警察ではこの事件を、第1の被害者であるジャンヌ・キュシェと関連付けて考えた。ランドリューは交際相手ごとに別々の偽名を用いていていたが、コロン、ブイソン、キュシェの交際相手は、すべて同一人物であると考えられた。しかしランドリューのおおよその容姿しか情報がなく、事件は難航するかと思われた。
1919年4月、ブイソンの妹ラコストが偶然にも、姉の恋人のはずの男性、すなわちランドリューが街中で歩いている姿を目撃し、これが逮捕のきっかけとなった。ランドリューは買物の際、やはり偽名ではあるが名刺を店主に渡しており、これで彼の居所が明らかとなった。
同1919年4月12日に、ランドリューは逮捕され、彼が窃盗と詐欺の容疑で逮捕されたとの記事が新聞で報じられた。この逮捕時、ランドリューはフェルナンド・セグルという19歳の女優を愛人として暮していた。彼は警察に連行されながら、彼女への別れの挨拶として、オペラの「マノン」を歌っていた。

### 事情聴取
ランドリューは先の買い物で偽名の名刺を用いたように、被害者の女性それぞれに対しても、またガンベの荘の借主としても別々の偽名を用いていた。しかしランドリューが自身の名義で多くの有罪判決を受けており、5年前にも年配夫婦を騙した罪状で指名手配中だったことから、警察がこれらの過去の罪状を持ち出して尋問した。ランドリューは自分がランドリュー本人であることを認め、警察に追われているために偽名を名乗っていたと答えた。しかし「私がランドリューだからといって、殺人犯だという証拠にはならない」と貫いた。
ランドリューの自宅では、女物の衣類が何着か残されており、その衣類の持ち主と関連があると思われる書類が無数に発見された。その中には出生や結婚などの個人情報にまつわる書類もあり、その中にはコロンとブイソンのものもあった。これによって警察では、ランドリューが大量殺人者であると確信されるに至った。しかしランドリューは、取り調べに対してはまったく非協力的であり、女性たちの消息を問われても「それを調べるのがあんたの役目だろう」と返すばかりだった。
ランドリューは、ペテンや結婚詐欺や窃盗については証拠が揃い、消息不明の女性も事欠かないものの、唯一、遺体だけは発見されなかった。しかしランドリューが所持していた手帳には、被害者11人のことが細やかに記入されており、後の裁判で最も重要な証拠となった。手帳の他のページには、283人もの女性たちとの交際が詳細に記述されていた。フランスではその後しばらく、これらの数字を口にしただけでジョークとして通用するほどだった。これらの女性たちはほとんどが健在であり、多くがランドリューとの肉体関係がある上に、金銭をだまし取られていることが明らかになった。
4月29日、家宅捜索が行われた。庭が掘り起こされたが、土の中にあったのは2匹の犬の骨だけで、ランドリューは第10の被害者であるマルシャディエに頼まれて殺したと答えた。家の地下室では、灰の中から295片の身元不明の骨、衣類、ボタン、47片の歯が発見された。しかし被害者たちの遺体は発見されなかったため、ランドリューは検察側を嘲笑し、頻繁に捜索の場に顔を出した。その姿は、周囲からは格好の娯楽となった。

### 裁判

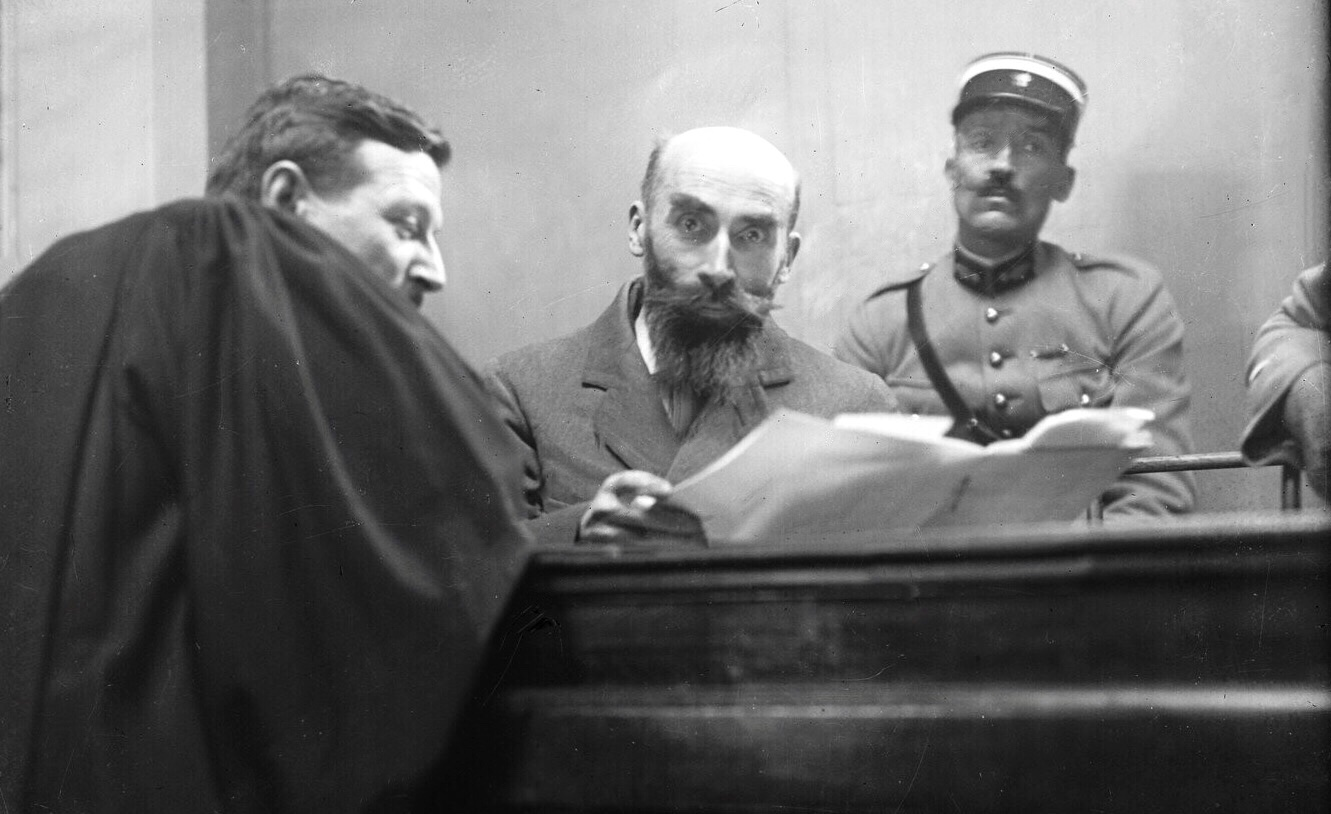
裁判を受けるランドリュー

1921年11月7日、ヴェルサイユでランドリューの裁判が開始された。この裁判の模様は、フランス政府からの奨励により、新聞で可能な限り多くの紙面を割いて報道された。これは当時、パリ講和会議がフランスにとって好ましくない方向へ進みつつあったために、国民の目を講和会議から逸らす目的があった。
ランドリューは裁判中の言動で世間を惹きつけたことから（後述）、裁判は大変な熱気にあふれていた。パリからヴェルサイユ行きの列車の内、裁判の傍聴希望者が最も利用した便は「ランドリュー特別号」と呼ばれた。
誰もがランドリューの有罪を確信したものの、確固とした証拠は一つも無かった。エルミタージュ荘から発見された人骨の灰は有力な推論材料ではあったが、決定的な証拠にはなり得なかった。
第1の被害者であるジャンヌ・キュシェの姉は、キュシェが捨てたという骨董品を見て、「妹は決して自分の宝物を捨てることはない」と主張した。エルミタージュ荘の煙突の煙が悪臭を放っていたという証人、ランドリューが池に何かを投げ込んでいたという証人、池から腐った人肉を釣り上げたという証人もいた。しかし当のランドリューは、遺体さえ発見されなければ有罪にはならないと確信し、何を問われても知らぬ存ぜぬで通した。
逮捕時にランドリューの愛人であったフェルナンド・セグルも出廷した。セグルはランドリューとの出会いや、ランドリューが結婚を承諾したことから、婚約者と別れて彼と同棲を始めた、などの経緯を語った。彼女の出廷は、世間で大きな話題となった。
裁判の最終日、激しい論告を行なう検事に対し、弁護側は熱く弁論を語った。その名弁論を聞いて、ランドリューは助かるに違いないと噂し合った人々もいた。しかしこの予想に反し、1921年11月30日、ランドリューには11件の殺人罪での有罪が宣告された。ランドリュー自身は無実を主張し続け、被害者の親族や陪審も助命嘆願に署名したものの、無罪を勝ち取ることはできなかった。

### 処刑
1922年2月25日、ヴェルサイユ刑務所でランドリューの死刑が執行された。ランドリューは勧められた強い酒も断り、自供も最期まで固辞した後、ギロチンでの刑に処されて死去した。このときのギロチン台は、皮肉なことに「未亡人」の仇名で知られており、人々は「ランドリューが騙すことのできなかった唯一の未亡人」と噂し合った。
この処刑の場では、ランドリューの最期の瞬間を見ようと、大勢の人々が夜を徹して待っていた。パリのナイトクラブから、イブニングドレス姿のままで駆けつけた女性もいた。しかしギロチン台に近付くことが許可された者は、関係者とジャーナリストのみであった。このときのジャーナリストの1人であるウェブ・ミラーは、ランドリューの処刑の報道でピューリッツァー賞にノミネートされた。ミラーはランドリューの最期を、以下のように記録した。

## 人物
ランドリューは小柄、肥満、禿げ頭と、女たらしのイメージとは言い難い容姿であったが、人当たりの良さや気取った物腰が多くの女性を惹きつけた。むしろ禿げ頭やその年齢で、女性たちに対してはあたかも父親のように、保護者としての魅力となったものと考えられている。
また妻子持ちの身であるランドリューは、数々の犯行の一方で、普段はごく普通の生活を営んでいた。子供たちには思いやりのある父親として振る舞い、妻には宝石などを贈っていた。もっとも、その出所は決して明かさなかった。
逮捕後の裁判においても、ランドリューは常に上品な態度を保ち、何事も穏やかに否定し、皮肉な冗談を口にした。当時の人々にとって、こうしたランドリューの振る舞いは格好の娯楽であった。寄席ではランドリューは「青ひげじいさん」「レディ・キラー」「ガンベの赤い男」などの仇名で呼ばれた。傍聴席に遅れて来た女性が、座る席がなくて困っていると、ランドリューは「私の席でよろしければ」と、自分の被告席を勧めたりもして、笑いを誘った。
このように振る舞うランドリューに対して、熱狂的なファンから菓子やたばこが差し入れられ、結婚の申し込みも山ほど届いた。1919年の総選挙では、投票用紙にランドリューの名を書いた者が約4千人もいた。ある漫画家は、ランドリューが弁護士に対して「女は家（foyer）にいるべきだろう」と語る姿を描いた。「foyer」はフランス語で「家」と「かまど」の両方の意味があり、ランドリューが遺体をオーブンで焼却したと考えられたことを風刺したものである。

### 発言

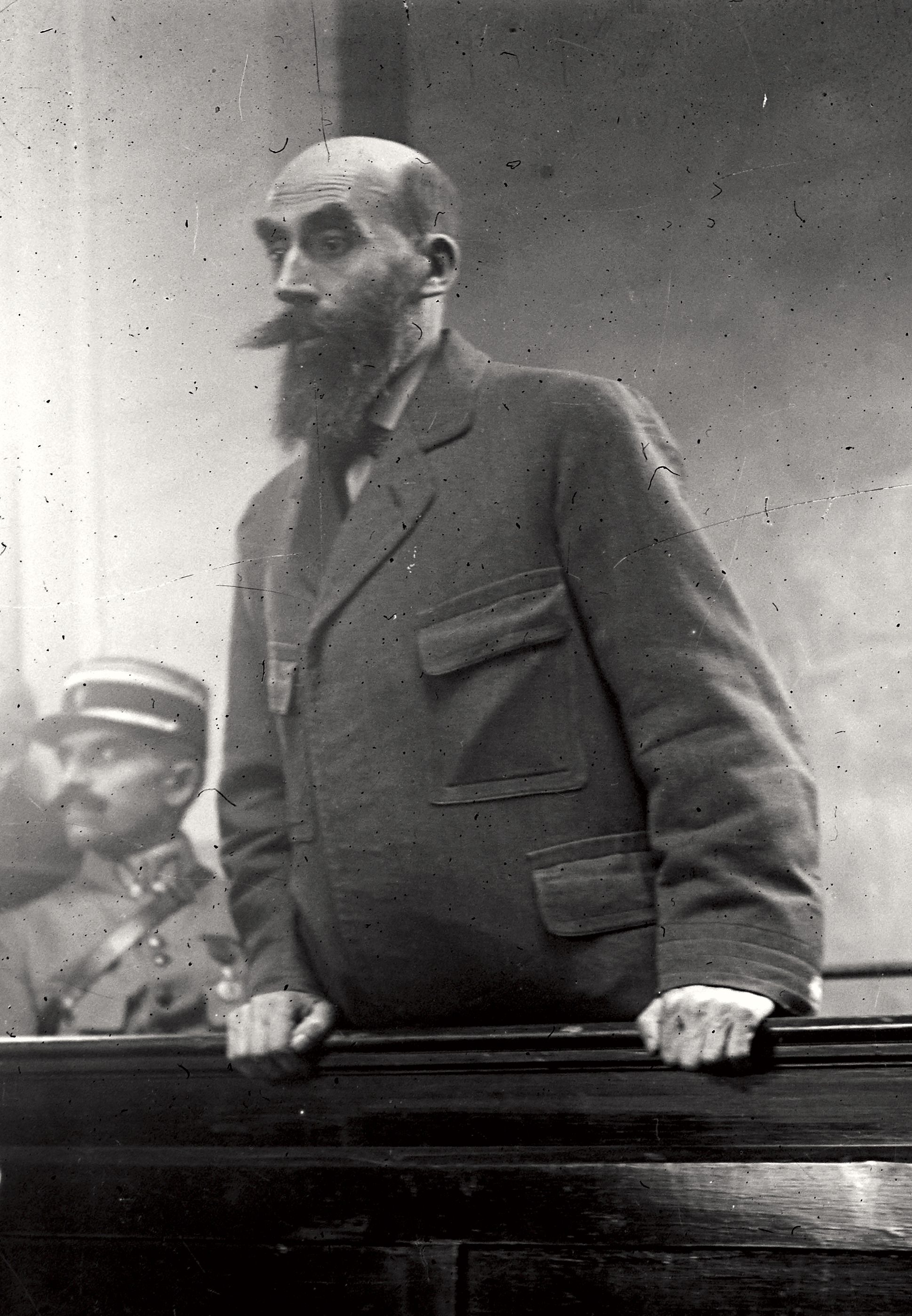
裁判で発言するランドリュー

ランドリューは裁判から死刑直前においても、多くの皮肉な冗談を口にした。
- 被害者の女性たちの名を綴った手帳
  - 「最初のページに、『私はここに名前のある十人の女性を殺したことを署名のうえ告白いたします』という一文でもついてりゃあ、警察の旦那がたはもっとお気に召しただろうが[* 17]」
- その女性たちがすべて行方不明であることを指摘されて
  - 「行方不明になっても、殺人の嫌疑がかからないやつは誰もいないのかい?[* 17]」
- 問い詰められて返答に窮して
  - 「これは私の秘密だ。フランスの法律は沈黙の権利を認めている[* 18]」
- 医学専門家たちの証言への謝意
  - 「私が正常だとお認めになることによって、いわば、私の無実を証明していただいたのです[* 19]」
- その他の裁判中の発言
  - 「なにとぞ信じていただきたいのですが、私はどうやってオーブンに火を入れたらいいかさえ知らなかったのです[* 20]」
  - 「女性は生まれた時からではなく、堅信礼（信仰を告白して教会員となる儀式）の日から年をかぞえる[* 18]」
- 判決後、弁護士に
  - 「もし俺が助かってたら、それはあんたのおかげだったよ[* 21]」
  - 「ずいぶん面倒な、というか絶望的な弁護をお願いしましたね。しかし、無実の人間が罰せられるのはなにも今回にかぎったことではないでしょう[* 22]」「もちろん、先生、私は無実です[* 22]」
- 死刑執行日が近づき、彼を慰めにきた神父を追い返す際に
  - 「私のことより、ご自分の魂を救うことを考えなさい[* 18]」
- 死刑直前に、自供の意思を問われて
  - 「この期におよんでそんな質問をするとは、失礼きわまりない[* 21]」

### 金銭欲
ランドリューの人物像の特徴に、その金銭欲や貪欲さが挙げられる。彼が結婚詐欺による犯行を思い立って、伴侶を求める広告を出し、女性からの返信が大量に届いた後は、ランドリューはそれらを入念に選別し、「局留めで返事をよこす」「金なし」「返事なし」「局留めで、姓名の頭文字で返事をよこす」「おそらく財産あり」「予備、さらに調査を要す」と分類して記録した。財産のありそうな女性には返信してさらに情報を集め、可能な限り純情そうな女性を選んだ。財産の無い応募者は「無産」と書き込んで排除した。
ガンベでの犯行を始めた後、女性を鉄道でガンベに連れて行く際には、自分の分は往復切符だったが、女性の分は片道切符だった。ランドリューは相手の金を奪うために、自分の金は1フランたりとも無駄にしたくなかったのである。また、逮捕後の家宅捜索で押収された証拠書類の中には、金銭の出納について詳細に書き残された手帳もあり、そこにはバスや地下鉄の運賃、パリとガンベの往復に費やした鉄道運賃なども細かく記録されていた。

## 時代背景
ランドリューの犯行には、当時が第一次世界大戦中、およびその終戦後という時代背景も大きく関与していた。大戦の恐怖の冷めやらぬ時代において、女性たちは安定した将来を約束してくれるパートナーを求めていたという時代の風潮が、彼に味方したのである。
大戦中は日々、戦場で多くの兵士たちが戦死し、夫と死に別れた未亡人が次々に生まれ、新聞には毎日のように彼女らから伴侶を求めるための広告が出ていた。当時のパリにあふれていた戦争未亡人は、夫や身内の男性がいなければ自分1人だけで物事を決断することは困難であり、1人孤独に老いを迎えることを恐れていた。そこに現れたランドリューは、容姿はともかく、巧みな話術に加えて、真面目そうに振る舞っていたため、信頼のおける求婚者に見なされたのである。
第1の犯行であるジャンヌ・キュシェの失踪の後、警察は大戦の脱走兵の追跡に大方の人員を割いていたため、この事件の捜査をする余裕は無かった。このことでランドリューは、味を占めて犯行を続ける結果となった。
またランドリューの裁判は、150万人ものフランス人を死なせた大戦の終戦後に行われたことから、一般市民にとってはまたとない気分転換の機会でもあった。

## 没後

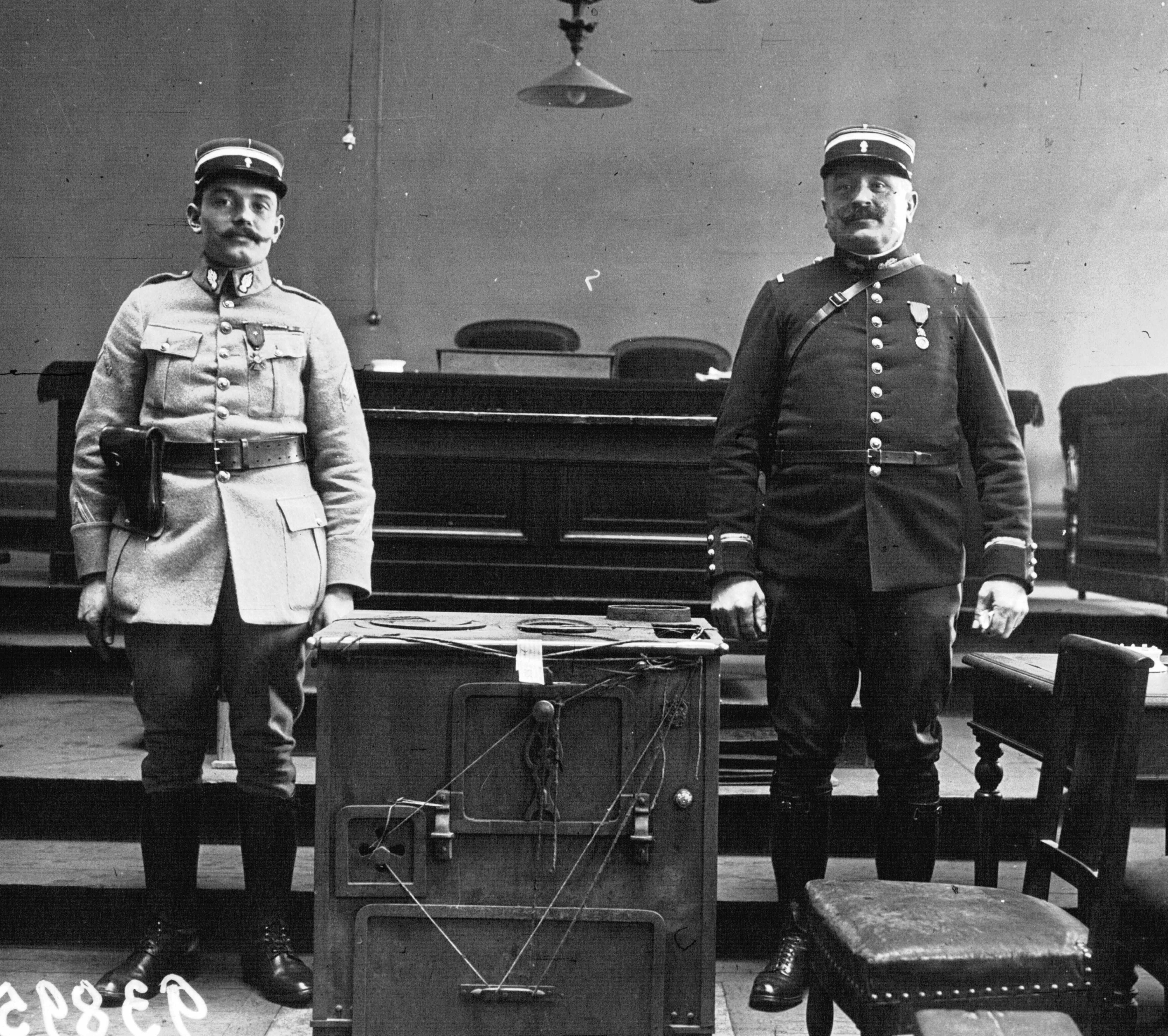
ランドリューの遺品のオーブン

ランドリューの処刑後、彼の所有物は法律に従って、公有財産として競売に出された。1923年に、これらを求める好事家たちがヴェルサイユ裁判所に集まった。ランドリューが被害者たちを焼却したとされるオーブンは、あるオランダ人が4万2千フランで落札した。しかし支払いが行なわれなかったため、最終的にはあるイタリア人が4万リラで手に入れた。
1940年代、イギリスでジョン・ヘイグが9人を殺害し、遺体を硫酸で溶かして処分するという事件が発生した
。このヘイグは、ランドリューを参考にして犯行に及んだとの説がある。
ランドリューの没後も、彼と関係すると思われる人物の遺体が発見されることがあった。1933年3月にパリ郊外のサン＝ドニで、ランドリューの住んでいた家の隣の家が取り壊されたとき、台所の床下から、若い女性と見られる骸骨が発見された。また1958年には、ランドリューの住んでいた邸宅の土地を掘り起こしたときに、2組の骸骨の一部が発見された。これは第1の被害者であるジャンヌ・キュシェとその息子のものと推測されている。
処刑から46年後の1963年、新聞各紙に『ランドリューの告白』と題した記事が掲載された。記事によれば、ランドリューは死刑囚官房において、弁護人の1人に絵の入った額縁を寄贈していた。後にその弁護人の娘が掃除のために額縁を外したところ、絵の裏に走り書きされたランドリューの告白文が現れたという。告白文には「壁の後ろで何事かが起こったのではなく、オーブンのなかで何かが焼かれた」とあった。イギリスの『デイリー・エクスプレス』では「俺がやった。女たちの死体は台所のオーブンで燃した」、同じくイギリスの『ニュース・オブ・ザ・ワールド』では「裁判の証人は脳なしばっかりだ。俺は女たちを家の中で殺ったんだ」、フランスの新聞であるフランス・ソワールでは「証人はどいつも間抜けばかりだ。事件は屋敷の中で起こったのに」と紹介された。

## 関連作品
1947年には、チャールズ・チャップリンによる映画『殺人狂時代』が公開された。映画の主人公の殺人犯アンリ・ヴェルドゥは、ランドリューにヒントを得たものといわれている。
1963年、ランドリューの生涯を描いた映画『ランドリュー』が公開された。ランドリューの事件をブラックユーモアを交えたコメディとして描いた作品であり、その脚本はフランスの代表的な作家であるフランソワーズ・サガンが書き上げた。この封切の日の夜に、ランドリューの愛人であったフェルナンド・セグルが世間に姿を現し、人々を驚かせた。セグルはランドリューの公判中に舞台で一時的に脚光を浴びたものの、その後はフランスを去り、老人ホームで余生を送る身であった。セグルは映画会社に対し、自分の姿を誤って伝えているとして賠償訴訟を起こし、1万フランの慰謝料を手にした。しかしセグルは、これがもとでマスコミや世間の噂話の格好の標的となり、これに耐えきれずに自殺した。遺書には「私はいまでも彼を愛していますが、この苦しみには耐えられません。自分で命を絶つことにしました」とあった。